# Border Wolves
Border Wolves is een Amerikaanse western uit 1938 onder regie van Joseph H. Lewis.

## Verhaal
De bende van Carson doodt enkele leden van een karavaan. Als Rusty Reynolds en Clem Barrett aankomen op de plek des onheils, worden ze opgepakt voor de moorden. Rechter Coleman weet dat de mannen onschuldig zijn. Hij bevrijdt hen uit de gevangenis en stuurt hen achter Carson en zijn mannen aan.

## Rolverdeling
| Acteur          | Personage           |
| --------------- | ------------------- |
| Bob Baker       | Rusty Reynolds      |
| Constance Moore | Mary Jo Benton      |
| Fuzzy Knight    | Clem Barrett        |
| Dickie Jones    | Jimmie Benton       |
| Willie Fung     | Ling Wong           |
| Oscar O'Shea    | Rechter Coleman     |
| Frank Campeau   | Overlevende voerman |
| Glenn Strange   | Joe O'Connell       |
| Ed Cassidy      | Sheriff Haight      |
| Jack Montgomery | Sheriff MacKay      |
| Dick Dorrell    | Jack Carson         |